# Papagal nimfă
Papagalul nimfă (Nymphicus hollandicus) este o specie de papagali din familia Cacatuidae, originară din Australia.

## Origine și etimologie
Nymphicus provine din limba greacă și înseamnă mireasă. De obicei nimfele erau fiicele zeului Zeus care se ocupau cu dansuri, cântece și jocuri și rămâneau veșnic tinere. Pe lângă toate acestea nimfele însoțeau zeii și răspândeau binecuvântare și fertilitate. Datorită faptului că această pasăre este atât de jucăușă, cântăreață și fertilă se spune că ea a însoțit nimfele. Se spune că atunci când Odyseus a întâlnit-o prima dată pe nimfa "Calypso", ea avea pe cap o asemenea pasăre, la fel de frumoasă ca și ea. 
Holandicus provine de la "Wilem Jansz" care este unul dintre primii care au descoperit aceste păsări. El fiind olandez, numea pe atunci Australia "Noua-Olandă". Abia în 1788 au primit păsările un nume științific, dat de Gmellin și anume "Psittacus Novaehollandiae". În 1792 l-a denumit Kerr "Psittacus Hollandicus" iar în 1832 și-a primit numele final de la Wagler și anume "Nymphicus hollandicus". 
La mijlocul secolului al 19-lea, când europenii au început să colonizeze Australia, au început să apară și primele exemplare de nimfe în Europa. Datorită faptului că clima în Australia este foarte schimbătoare, păsările s-au adaptat relativ repede iar după scurt timp au început să se înmulțească în captivitate. 
În limba engleza i se spune 'cockatiel' ceea ce înseamnă kakadu mic. Ei sunt clasificați ca cei mai mici din genul Cacauidaelor (familia cockatoo). 
Spațiul ei natural de trai sunt stepele și savanele Australiei, el fiind pe lângă peruș unul dintre cele mai răspândite păsări ale Australiei. 
Oamenii de știință nu au căzut de acord mult timp dacă nimfele fac parte din familia papagalilor sau cea a kakadu. Între timp este clar că fac parte din familia de kakadu.

## Caracteristici
Denumirea papagalilor nimfă în engleză este cockatiel, dar mai sunt cunoscuți și sub numele de weiros sau quarrions.
În sălbăticie, papagalii nimfă formează perechi și se hrănesc în stoluri de până la 100 de păsări, atunci când hrana nu este îndestulată.
Nimfele sunt păsări pașnice care pot fi ținute împreună cu alte păsări pașnice cum ar fi perușii.
Nimfele își iau timp cam două ore pe zi pentru a-și aranja și curăța penajul (își trage fiecare pană în parte prin cioc).
Datorită faptului că sunt păsări care trăiesc în stoluri ele își desfășoară toate activitățile zilnice împreună, adică se orientează după celelalte păsări din stol; se spală împreună, mănâncă împreună, se simt în siguranță împreună etc. De aceea nu este recomandat să fie ținute singure ca animale de companie, pentru că pot dezvolta comportamente autodistructive, precum automutilarea (smulgerea penelor, un comportament întâlnit doar în captivitate), din motive de stres.

## Determinarea sexului
În sălbăticie, masculul este în mare parte gri iar capul este galben cu două cercuri roșii pe obraji, diferența față de femelă este că acest punct sau cerc roșiatic este mult mai intens la mascul.
Unele femelele se deosebesc de masculi și prin dedesubtul cozii, care poate fi tărcat. 
În captivitate s-au obținut mutații ale culorilor nimfelor, prin împerechere selectivă. De aceea, la unele mutații precum nimfele albe, ce nu au cerc roșiatic, este imposibil să fie determinat sexul după înfățișare, acesta devenind evident doar când pasărea se maturizează și începe să prezinte comportamente hormonale specifice unui sex. 
Singura metodă sigură pentru a afla sexul este testul ADN, care se poate face dintr-o pană căzută sau o mostră de sânge.

## Comportament
Când creasta este ridicată, papagalul este atent la ceva. Când creasta este într-o poziție normală, nimfa este relaxată. Când creasta este lăsată jos și toate penele la fel înseamnă că îi este frică de ceva.

## Hrănirea
Hrana nimfelor în sălbăticie se găsește în mare parte pe sol, ea fiind compusă din semințe de iarbă, semințe de pomi, fructe etc. 
Deși părerile despre cea mai bună dietă în captivitate sunt împărțite, varietatea alimentară îi oferă o viață sănătoasă nimfei în captivitate.
Veterinarii, precum Brisbane Bird Vet sau Bird and Exotics Vet Arhivat în 15 februarie 2022, la Wayback Machine. tind să recomande o dietă bazată pe hrană peletată, cu legume și semințe în cantități mici.
Best Behaved Birds, serviciu de consultanță în nutriție și comportament al păsărilor de companie, încurajează adăugarea de semințe, cereale și leguminoase germinate în dieta nimfelor. Germinarea reduce conținutul de grăsime al semințelor. O dietă formată doar din semințe uscate poate duce la îmbolnăvirea sau moartea timpurie a nimfelor.
Semințele, leguminoasele și cerealele care pot fi germinate cu ușurință acasă și pot fi oferite nimfelor sunt: mei, floarea soarelui, quinoa, ridiche, fasole mung, năut etc.
Chop-ul mărunt e o variantă de a introduce alimente sănătoase în dieta nimfei, dacă e o pasăre obișnuită să mănânce doar semințe. De exemplu, semințele pot fi presărate pe deasupra sau amestecate cu: broccoli, conopidă, morcov, ardei iute,mazăre, porumb, spanac tocate mărunt, pentru a încuraja nimfa să mănânce legume. Semințe de quinoa crude sau fierte se pot adăuga în chop.
Alimente toxice pentru nimfă sunt: avocado, usturoi, ceapă, ciuperci, ciocolată, rubarbă, nucșoară, cafea, ceai, frunzele de la diverse plante (cartofi, roșii, vinete, fasole) semințele și sâmburii provenind de la diverse fructe (mere, pere, portocale, lămâi, caise, cireșe, piersici, prune).

## Spațiul de trai
Măsurile ideale pentru o volieră sunt de 2.5x1.5x2 LxLxI m pentru o pereche de nimfe iar pentru o colivie ar trebui să fie de cel puțin 110x100x70 cm. Nimfele nu sunt chiar așa de sensibile, deci pot fi lăsate chiar și iarna din când în când în volierele externe.
Tot la capitolul spațiul de trai intră și amenajarea volierei sau coliviei. Încercați să nu adăugați prea multe crengi, deoarece acestea vor ocupa prea mult spațiu iar nimfele nu vor avea loc pentru a-și întinde aripile. Și în timpul nopților, cu cât este mai aglomerată o colivie, cu atât este mai probabil să se rănească.
Crengile se pot lua din următorii copaci: măr, mirt, paltin, frasin, ulm, fag, magnoliu, nuc, plop, smochin, salcie, corcoduș, tei.

## Crengi de evitat
Acestea sunt în general cele acoperite cu hârtie abrazivă sau plastic. Acest lucru este prea agresiv pentru picioarele nimfei. Unii oameni spun că nimfele au nevoie de elemente abrazive pentru a-și păstra ciocul ascuțit și curat, ei bine fac asta cu ajutorul osului de sepie și mai ales pe crengile naturale din lemn. Crengile acoperite cu plastic sunt predispuse la exfoliere, evitați acestea, deoarece păsările le vor distruge și vor dezvălui materiale, posibil toxice, de dedesubt.
DE EVITAT CRENGILE DE: brad, prun, cireș, cedru, alun

## Reproducerea

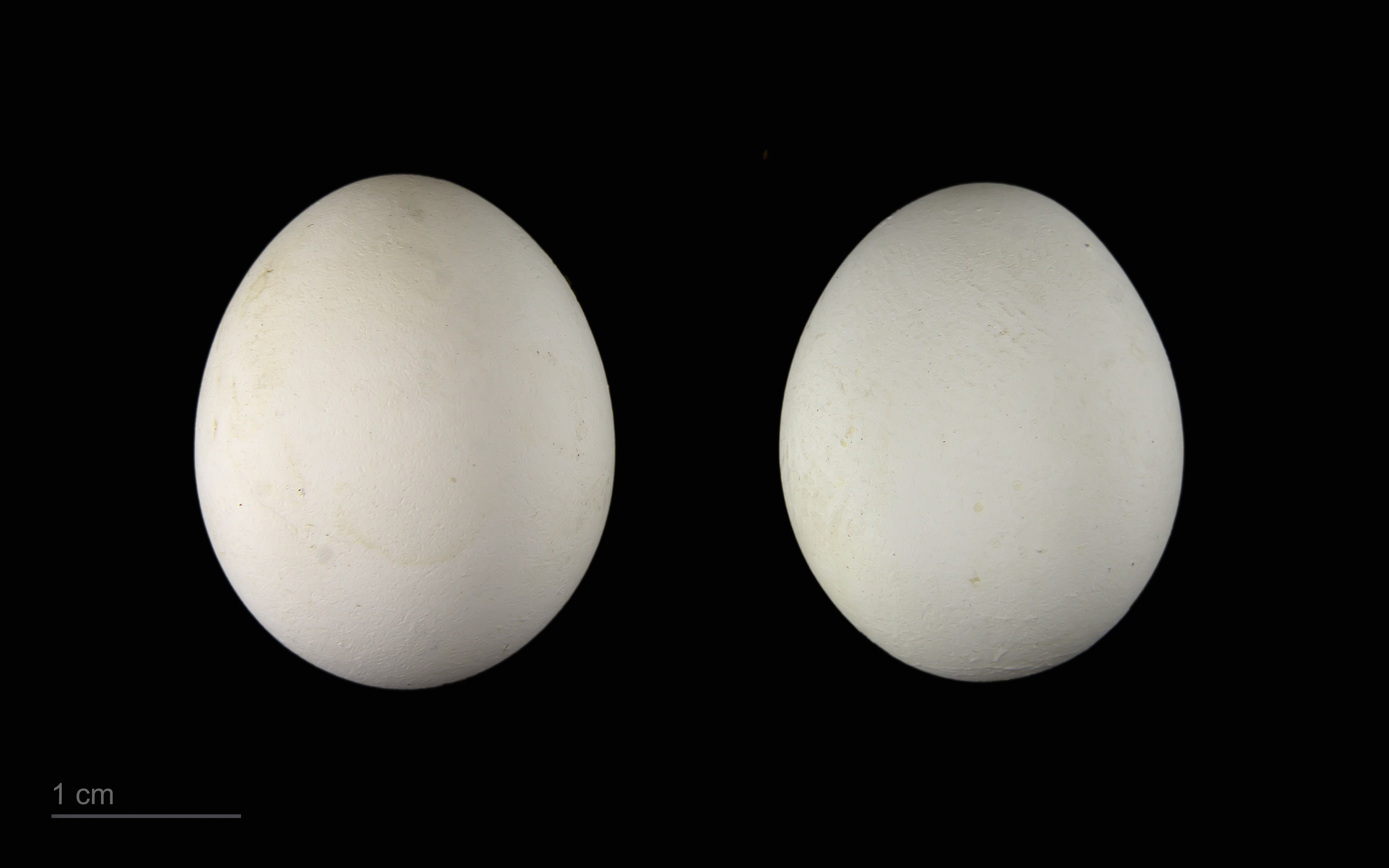
Nymphicus hollandicus - MHNT

Nimfele nu au o vreme anume în an în care se înmulțesc și datorită faptului că se pot acomoda foarte ușor la orice mediu le este și foarte ușor să se reproducă în captivitate; de aceea au și fost foarte repede apreciate ca și animale de companie. Special la nimfe este că masculul și femela clocesc ouăle cu schimbul, ceea ce este foarte deosebit la papagali. Masculii clocesc ziua iar femelele noaptea când masculii păzesc cuibul.
Nimfele sunt mature și pregătite de reproducere la vârsta de 9 luni dar nu este indicat să le lăsați să clocească până la vârsta de 1 an. 
Unele nimfe preferă să nu fie nimic în cuib și în acest caz ele curăță cuibul.
Nimfele fac între 5-7 ouă pe care le depun la interval de câte 2 zile. Ele vor începe să clocească după al doilea ou iar durata de clocire va fi de 18-21 de zile. Eclozarea va avea loc, la fel, din două în două zile. La eclozare puii sunt "orbi". Dezlipirea pleoapelor se produce după 10 zile. Pe timpul hrănirii de către părinți, puii scot un piuit în ritmul mișcării prin care le este regurgitată hrana din gușa părinților. Intensitatea acestui piuit crește o dată cu vârsta puilor. La venirea lor pe lume, sunetul este aproape imperceptibil. Puii vor sta 5 săptămâni în cuib iar după 3 săptămâni după ce au părăsit cuibul vor mânca singuri și vor deveni independenți.
Puii ajung la penajul și culorile finale după aproximativ 9 luni.

## Conviețuirea cu alte specii de papagali
Dacă nimfa dumneavoastră se va înțelege cu alte păsări depinde mult de temperamentul său și de experiențele sale de viață. În afară de asta, nimfele, în general, se înțeleg mai bine cu unele tipuri de păsări decât altele, și puteți exploata preferințele lor pentru a îmbunătăți șansa ca dvs. să accepte o altă pasăre. Nimfa dumneavoastră se va înțelege mai bine cu păsările de dimensiuni similare decât cu cele mai mari sau mai mici. Chiar și păsările prietenoase tind să acționeze excesiv de dominante cu cele mai mici, astfel încât o pasăre mai mare decât nimfa ta ar putea să-i facă rău. Dacă pasărea ta este cea mai mare, se poate comporta ca un bătăuș. Păsările care au dimensiuni similare pot stabili o ierarhie. Este imposibil să știi dinainte cu ce tip de pasăre se va înțelege nimfa ta, dar câteva tipuri sunt de obicei adăpostite cu succes cu nimfele. Acestea includ papagalul Scarlet Chested, regele australian, Prințesa de Wales, papagalul turcoaz și Bourke. Perușii sunt ținuți cu succes împreună cu cockatiels, dar unii experți nu recomandă din cauza diferenței de mărime dintre păsări (Nimfa ii poate ataca). Evitați să adăpostiți cu păsările dragostei (Agapornis), papagali mai mari sau canari. Daca totusi doriți să îi adăpostiți cu papagali mai mari, recomand ca aceștia să fie aduși când sunt pui.

## Informații generale
Toate păsările au aceeași necesitate de bază de a avea un partener. Multe părți din comportamentul lor natural îl mențin păsările datorită partenerilor lor. Unele păsări tind să înlocuiască partenerul cu omul, dar în mare parte nu reușesc și repede devin bolnave psihic și încep cu acte autodistrugătoare.
Papagalii nu mănâncă numai mei; nimfele, ca și toate celelalte specii de păsări au nevoie de un meniu mai diversificat de hrană.